# Silverstone-banen
Silverstone-banen (engelsk: Silverstone Circuit) er et motorsportsanlæg ved landsbyen Silverstone i Northamptonshire, England. 
Banen blev indviet i september 1947, og var året efter vært for et Formel 1-løb. Siden har Silverstone med få undtagelser, hvert år lagt asfalt til Storbritanniens Grand Prix.